# Gewerkschaftskartell
Gewerkschaftskartelle, teilweise auch Gewerkschaftskommission genannt, waren in Deutschland in der Zeit des Kaiserreichs und der Weimarer Republik lokale Zusammenschlüsse der am Ort vorhandenen Gewerkschaften.
Angesichts des rasanten Wachstums der Gewerkschaften nach dem Ende des Sozialistengesetzes wuchs das Bedürfnis nach Zusammenarbeit in den einzelnen Orten über die Grenzen der Einzelgewerkschaften hinaus. Die Generalkommission der Gewerkschaften bezeichnete 1893 die Gründung von Gewerkschaftskartellen als notwendig. In Hamburg war schon zuvor ein solcher Zusammenschluss entstanden. Dessen Statuten wurden zur Nachahmung empfohlen.
Gemäß diesen Statuten vereinigte das Kartell alle in dem jeweiligen Ort vorhandenen selbständigen gewerkschaftlichen lokalen Gliedorganisationen. Organisationszweck war es, zur Förderung des Gewerkschaftswesens beizutragen und die einzelnen Gewerkschaften zu beraten oder auch materiell zu unterstützen. Insbesondere ging es darum, bei branchenübergreifenden Problemen ein gemeinsames Vorgehen zu erleichtern. Bei Streiks unterstützten die Kartelle die im Arbeitskampf befindlichen Mitgliedsorganisationen ideell und teilweise auch materiell. Daneben sollten die Kartelle auch sozialpolitische Daten sammeln. Auch die Kandidatenaufstellung für die Wahl der Beisitzer für die Gewerbegerichte lag in der Hand der Gewerkschaftskartelle. Teilweise fielen auch die Organisation von Arbeitsnachweisen in die Verantwortung der Kartelle. Auch Arbeitersekretäre zur sozialrechtlichen Beratung wurden häufig von den Kartellen angestellt.
Nicht nur in den freien Gewerkschaften, sondern auch in den christlichen Gewerkschaften gab es Gewerkschaftskartelle mit ähnlichen Aufgaben.